# Cartilagem cricoide

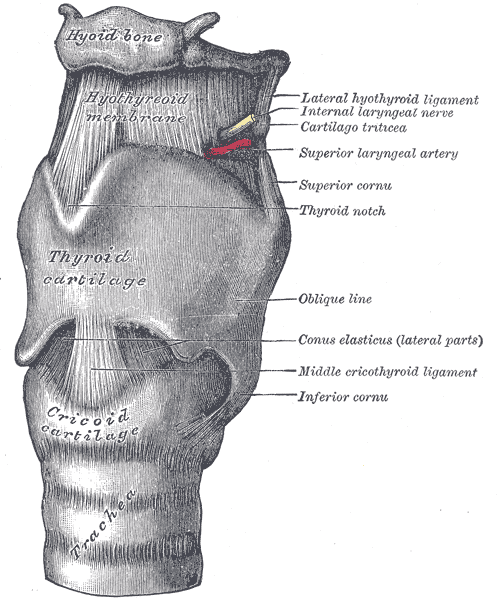

A cartilagem cricoide, ou simplesmente cricoide (grc. κυκλοειδής= "em forma de anel"), é um anel formado por cartilagem hialina e constitui a parte inferior da laringe, ligando-se à traqueia.